# Hôn nhân cùng giới ở Luxembourg
Hôn nhân cùng giới đã trở thành hợp pháp tại Luxembourg vào ngày 1 tháng 1 năm 2015. Một dự luật hợp pháp hóa các cuộc hôn nhân như vậy đã được Phòng Nghị sĩ ban hành vào ngày 18 tháng 6 năm 2014. Quan hệ bạn đời cũng đã có từ năm 2004.

## Kết hợp dân sự
Vào ngày 7 tháng 12 năm 1995, nghị sĩ Lydie Err đã giới thiệu dự luật của một thành viên tư nhân để tạo ra "các hiệp hội tự do" (tiếng Pháp: union libre; tiếng Đức: freie Verbindung; tiếng Luxembourg: fräi Verbindung). Đảng của bà, Đảng Công nhân Xã hội Chủ nghĩa Luxembourg (LSAP), là một phần của Chính phủ Juncker House Poos cùng với Đảng Nhân dân Xã hội Cơ đốc giáo (CSV). Dự luật hợp pháp hóa hôn nhân cùng giới đã được giới thiệu vào ngày 9 tháng 5 năm 1996 bởi nghị sĩ Renée Wagener, thuộc phe đối lập Greens. Cả hai đề xuất sẽ không nhận được ý kiến của Hội đồng Nhà nước cho đến ngày 13 tháng 6 năm 2000.
Chính phủ Polfer Juncker, bao gồm Đảng Xã hội Kitô giáo (CSV) và Đảng Dân chủ đã soạn thảo một dự luật thiết lập quan hệ đối tác (tiếng Pháp: partenariat; tiếng Đức và tiếng Luxembourg: Partnerschaft), phê chuẩn nội các vào ngày 26 tháng 4 năm 2002. theo ý kiến của ngày 13 tháng 1 năm 2004, lấy hiệp ước đoàn kết dân sự của Pháp (PACS) làm cơ sở chứ không phải là sống thử theo luật định của Bỉ, có chất lượng pháp lý vượt trội. Hơn nữa, nó đề nghị xem xét hợp pháp hóa hôn nhân cùng giới, một lần nữa lấy nước láng giềng Bỉ, mà gần đây đã thực hiện bước đó, làm ví dụ.
Dự luật của chính phủ, cùng với hai đề xuất trước đó, đã được tranh luận và bỏ phiếu cùng nhau vào ngày 12 tháng 5 năm 2004. Phòng đại biểu đã phê chuẩn dự luật hợp tác, với 33 phiếu ủng hộ (bởi hai đảng cầm quyền), 7 phiếu chống (bởi ADR) và 20 điều kiêng kị (bởi LSAP, Greens và Left) trong khi từ chối dự luật tạo ra các liên minh tự do và dự luật hôn nhân cùng giới, với hai đảng cầm quyền bỏ phiếu và các đảng đối lập bỏ phiếu ủng hộ (trừ ADR bỏ phiếu chống lại dự luật hôn nhân cùng giới).
Đạo luật hợp tác tạo ra đã được ký kết vào ngày 9 tháng 7 năm 2004 và có hiệu lực vào ngày 1 tháng 11 năm 2004. [6] Quan hệ đối tác, dựa trên hiệp ước đoàn kết dân sự Pháp (PACS), dành cho các cặp cùng giới và khác giới. Những quan hệ đối tác này cung cấp nhiều quyền của hôn nhân liên quan đến việc tiếp cận các lợi ích phúc lợi và lợi ích tài chính nhưng không giống như hôn nhân. Họ không có quyền cùng nhận con nuôi.